# منظورالرحمان مانیک
منظورالرحمان مانیک (بنگالی: মনজুরুর রহমান মানিক؛ زادهٔ ۵ سپتامبر ۱۹۹۶) بازیکن فوتبال اهل بنگلادش است.
از باشگاه‌هایی که در آن بازی کرده است می‌توان به باشگاه فوتبال شیخ جمال دانموندی اشاره کرد.
وی همچنین در تیم‌های ملی فوتبال زیر ۲۳ سال بنگلادش، و بنگلادش بازی کرده است.